# Ріба Макінтайр
Ріба Нілл Макінтайр (англ. Reba Nell McEntire; нар. 28 березня 1955, Оклахома, США) — американська кантрі співачка, авторка пісень, продюсерка й акторка. За свою кар'єру продала понад 70 млн копій своїх альбомів в усьому світі, через що її часто називають «Королевою кантрі».
Ріба розпочала свою кар'єру в музичній індустрії виступаючи зі своїми братами та сестрою на місцевому радіошоу і родео. Як сольна виконавиця вона була запрошена виступати на родео в Оклахомі, де привернула увагу артиста Реда Стігала. Він привіз її в Нешвілл, де вона врешті-решт у 1975 році підписала контракт з лейблом Mercury Records. У 1977 році вона випустила свій однойменний дебютний сольний альбом і до 1983 року продовжувала співпрацювати з лейблом Mercury Records.
Підписавши контракт з MCA Nashville вона взяла на себе весь творчий контроль над записом альбому My Kind of Country (1984), який мав більш традиційне кантрі-звучання і включав в себе сингли «How Blue» і «Somebody Should Leave». Альбом став її проривом в кар'єрі й з того часу вона випустила 26 студійних альбомів, 35 раз підіймалася зі своїми синглами на вершину кантрі чарту і 28 разів отримувала золоті, платинові і мультиплатинові сертифікації Американської асоціації звукозаписних компаній. Вона також займає сьому сходинку в списку найбільш комерційно успішних жінок США.
У 1990 році вона дебютувала як акторка у фільмі «Тремтіння землі» і в наступні роки з'явилася ще в низці фільмів. Вона знялася в комедійному серіалі «Риба» (2001—2007), за роль в якому вона була номінована на премію «Золотий глобус», а у 2012 році повернулася до акторської професії з головною роллю в ситкомі «Malibu Country», який був закритий після першого сезону.

## Ранні роки
Ріба Нілл Макінтайр народилася 28 березня 1955 року у штаті Оклахома. Її мати працювала шкільною вчителькою, хоча все життя мріяла стати кантрі-співачкою. Вона так і не реалізувала свою мрію і замість цього навчала співу Рібу і її брата з сестрою, які зрештою організували в підлітковому віці гурт Singing McEntires. Гурт випустив один успішний запис «The Ballad of John McEntire» і працював на незалежному лейблі, а їхня пісня зрештою змогла перетнути тисячний поріг продажів. У 1974 році Макінтайр закінчила університет Оклахоми та до 1976 року працювала вчителькою початкових класів. Того ж року вона виконувала національний гімн у Національному Родео в Оклахома-Сіті, де її вокальні дані зауважив співак Ред Стігал, який допоміг їй відправитися в Нешвілл, штат Теннессі, де Макінтайр підписала зрештою контракт з Mercury Records.

## Особисте життя
У 1976 році Макінтайр одружилася з чемпіоном родео Чарлі Беттлесом, вони жили в Оклахомі. У 1987 році вони розлучилися, вона переїхала в Нешвілл, штат Теннессі, і вирішила повністю зосередитися на кар'єрі. Два роки по тому вона вийшла за свого менеджера і гітариста Нервела Блекстока, з яким вони незабаром відкрили власний лейбл. У шлюбі з ним Ріба народила сина Шелбі Стівена Макінтайра Блекстока (23 лютого 1990 року), а також прийняла двох його дітей від попереднього шлюбу. Один з її пасинків зустрічався з Келлі Кларксон, давньою колегою Ріби. 28 жовтня 2015 року Макінтайр і Блексток офіційно розлучилися. 
Макінтайр є прихильницею прав ЛГБТ-спільноти.